# Franz Glück
Franz Glück (* 12. September 1899 in Wien; † 23. April 1981 in Bad Vöslau) war ein österreichischer Literatur- und Kunsthistoriker, Autor und Hofrat.

## Familie und Freunde
Er war das erste von drei Kindern und erstgeborener Sohn des österreichischen Kunsthistorikers und Museumsdirektors Gustav Glück und dessen Ehefrau Else (1877–1965), geborene Schönthan Edle von Pernwaldt. Sein jüngerer Bruder war der Finanzexperte und Bankier Gustav Glück, seine jüngere Schwester Elisabeth „Lisl“ Glück (1908–1993) heiratete zunächst den Schauspieler Anton Edthofer, später den Schauspieler Paul Henreid. Sein Großvater mütterlicherseits war der Schriftsteller Franz von Schönthan, eine seiner Tanten Doris von Schönthan. Verheiratet war Franz Glück mit Hilde (1903–1989), geborene Jäger. Aus der Ehe ging der Sohn Wolfgang Glück hervor.
Befreundet war er mit Karl Kraus und Adolf Loos.

## Studium
Franz Glück studierte Kunstgeschichte und Germanistik in Wien, Heidelberg und München. 1923 wurde er in Germanistik an der Universität Wien mit der Dissertation Über Stifters Witiko  zum Doctor philosophiae (Dr. phil.) promoviert.

## Wirken
1924 trat er als Lektor in den Verlag Anton Schroll & Co. in Wien ein. Nach der Okkupation Österreichs durch die deutsche Wehrmacht im März 1938 durfte er nicht mehr offiziell für den Verlag tätig sein. Nach Ende des Krieges wurde er zunächst 1945 Direktor des Verlagshauses Schroll & Co., das er bis 1949 leitete. Von 1949 bis zu seinem Ruhestand 1967 war er Direktor des Historischen Museums der Stadt Wien.
Er befasste sich zunächst mit der Ordnung, Sichtung und Konservierung der teilweise im Rathaus wieder aufgestellten Bestände, engagierte sich dann für die Planung und Durchführung des Museumsneubaus am Karlsplatz, der 1959 eröffnet wurde. Er konzipierte die neu aufgestellte Schausammlung, setzte sich für eine fachgerechte Restaurierung ein und fokussierte auf einen wissenschaftlichen Charakter des Museums. Unter seiner Leitung begann das Museum, Sonderausstellungen zu konzipieren und durchzuführen. Die Mozart- und die Schubert-Gedenkstätte wurden unter seiner Ägide neu gestaltet.
Als Autor veröffentlichte Franz Glück zahlreiche Werke über Friedrich Hebbel, Karl Kraus, Johann Nestroy, Adalbert Stifter und den Brenner-Kreis, außerdem war er Herausgeber der Adolf-Loos-Gesamtausgabe.
Franz Glück wurde auf dem Wiener Zentralfriedhof in einem Ehrengrab bestattet, in dem später auch seine Ehefrau beigesetzt wurde. Seine Bibliothek wurde vom Deutschen Literaturarchiv in Marbach erworben. Ein Teil seines Nachlasses wird im Forschungsinstitut Brenner-Archiv der Universität Innsbruck und in der Wienbibliothek im Rathaus der Stadt Wien verwahrt.

## Veröffentlichungen (Auswahl)
- Briefe von Franz Wickhoff und Max Dvořák an Gustav Glück. In: Festschrift Karl M. Swoboda zum 28. Januar 1959, OCLC 888310720, S. 103–132.
- Bilder, die man nicht immer sieht – Aquarelle und Zeichnungen – Neue Auswahl (Ausstellungskatalog). Historisches Museum, Wien 1965, OCLC 1078084723.
- Nachwort zu: Adalbert Stifter: Der alte Hofmeister. Zum 80. Geburtstag von Franz Glück. Heidrich, Wien 1979, OCLC 1067275750.